# Joseph Florimond Loubat

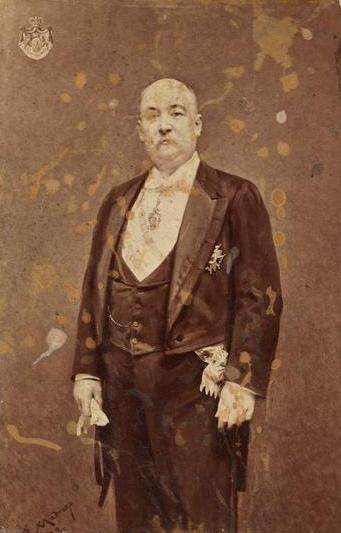
Joseph Florimond Loubat

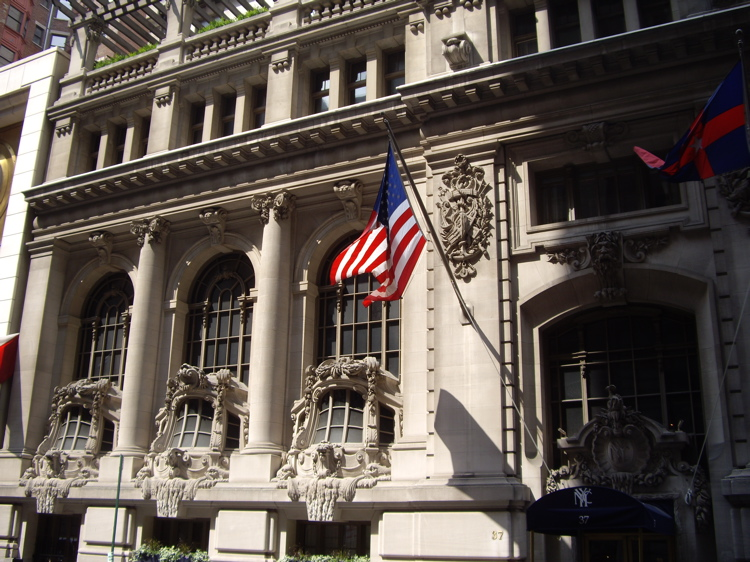
Clubhaus des New York Yacht Club, Manhattan, 44. Straße

Joseph Florimond Loubat (* 31. Januar 1831 in New York; † 1. März 1927 in Paris) war ein US-amerikanischer Philanthrop.

## Leben
Joseph Florimond Loubat war Sohn des franko-amerikanischen Ingenieurs Alphonse Loubat (1799–1866), der aus Sainte-Livrade-sur-Lot stammend von Frankreich in die USA eingewandert im Pferdebahnbau von New York City (1832) und Paris (1852) erfolgreich Verbesserungen einführte und entsprechende Patente hielt. Joseph Florimond immatrikulierte sich an der Universität Heidelberg und wurde 1849 im Corps Saxo-Borussia aktiv. Er setzte das Studium in New York fort und beendete es sehr erfolgreich an der Universität von Paris. Die Universität Jena verlieh ihm am 11. Dezember 1869 den Dr. iur. h. c. Begründung: „Für die Förderung der amerikanischen Altertumsforschung und als Mäzen der Juristischen Fakultät der Universität Jena“ (Stiftung von 30 000 Francs).
Finanziell unabhängig, bereiste Loubat ganz Europa. Er war ein gern gesehener Gast bei vielen Regierungen. Er lernte Papst Leo XIII. 1892 bei einer Audienz kennen und wurde im darauffolgenden Jahr von ihm als Duc de Loubat nobilitiert (Piusorden).
Als Regattasegler und Mitglied des New York Yacht Clubs förderte er den frühen Yachtsport in Europa und in den Vereinigten Staaten. 1873 unterlag er mit seiner gaffelgetakelten Schoneryacht Enchantress der Yacht Dreadnaught im Cape May Challenge Cup und 1874 gewann er mit der Enchantress die Regatta von Le Havre nach Southampton und den Cape May Cup. Loubat segelte in amerikanischen und europäischen Gewässern bis in die Ostsee nach Schweden und Russland. Darüber verfasste er seine Segelerinnerungen unter dem Titel A Yachtsman’s Scrap Book, or the Ups and Downs of Yacht Racing.
Loubat veröffentlichte 1901 den Codex Telleriano-Remensis. Er spendete vor allem für Museen, Schulen und Universitäten; u. a. ließ er Stiftungsprofessuren für Altamerikanistik und Amerikanistik einrichten und finanzierte sie Zeit seines Lebens. Loubat stiftete den nach ihm benannten Loubat Prize, mit dem zwischen 1913 und 1958 herausragende Veröffentlichungen der Sozialwissenschaften ausgezeichnet wurden. Die Columbia University betreute diese Stiftung und verlieh auch diese Auszeichnung.
Joseph Florimond Loubat starb im Alter von 96 Jahren in Paris und fand seine letzte Ruhestätte im 1885 dorthin verlegten Familiengrab auf dem Cimetière de Passy.

## Ehrungen

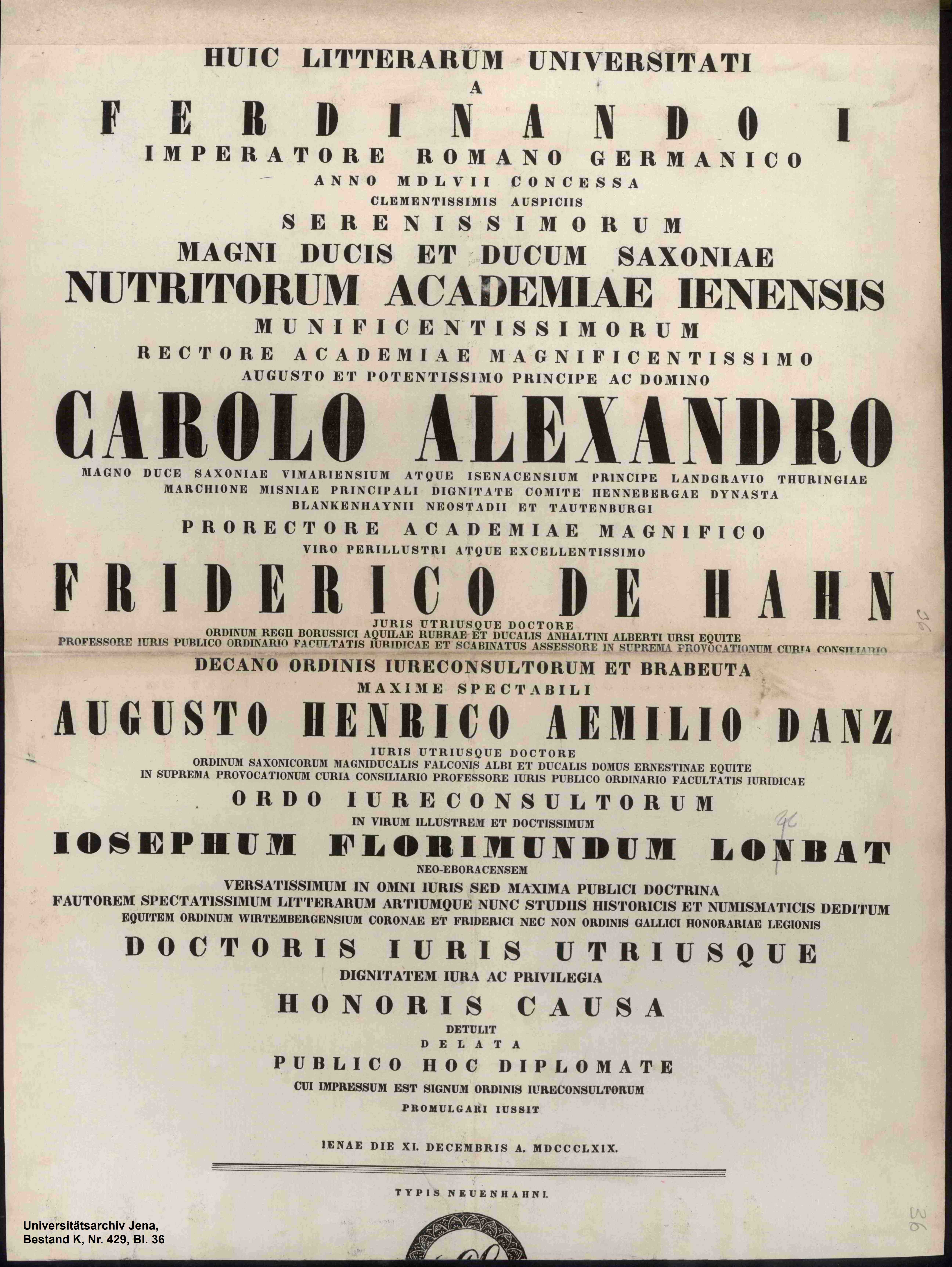
Ehrendoktordiplom der Universität Jena

- Dr. iur. utr. h. c. der Universität Jena (1869)[6]
- Leibniz-Medaille (Berlin) (1910)
- Mitglied der Académie des inscriptions et belles-lettres (1907)
- Orden de Isabel la Católica, Großkreuz (1893)[7]
- Gregoriusorden, Großkreuz (1894)
- Piusorden, Großkreuz (1894) (Nobilitierung)
- Orden unserer lieben Frau von Vila Viçosa, Großkreuz (1895)
- Kommandeur der Ehrenlegion
- Namensträger für den Loubat Point, eine Landspitze im Grahamland, Antarktika

## Schriften
- The medallic history of the United States of America. 1776–1876. New York 1878 (illustriert von Jules Ferdinand Jacquemart).

1. Texte.
2. Tafeln.

- A yachtsman's scrapbook, or the ups and downs of yacht racing, Brentano Press, New York 1887.
- Address of the Duke of Loubat. New York: The Knickerbocker press, 1902.
- Clave general de jeroglíficos americanos de don Ignacio Borunda: manuscrit inédit pub. le duc de Loubat. Rom: J. P. Scotti, 1898.
- Codex Fejérváry-Mayer: An Old Mexican Picture Manuscript in the Liverpool Free Public Museums. Published at the Expense of His Excellency the Duke of Loubat. Berlin: Printed by T. and A. Constable, 1901.
- Estudios españoles. Los trabajos geográficos de la Casa de contratación. Sevilla: Escuela tipográfica y Librería Salesianas, 1900.
- Narrative of the Mission to Russia in 1866, of the Hon. Gustavus Vasa Fox, Assistant-Secretary of the Navy. From the Journals and Notes of Joseph Florimond Loubat. Edited by John D. Champlin, Jr. New York: D. Appleton and Company, 1873.
- Descripción Del Códice Cospiano: Manuscrito Pictórico De Los Antiguos Náuas Que Se Conserva En La Biblioteca De La Universidad De Bolonia. Rom: Establecimiento Danesi, 1898.
- Libro Del Messico, Donato Dal Sig. Co: Valerio Zani Al Sig. March: Cospi Il Di Xxvi Dicre. Mdclxv: [manuscrito Pictórico De Los Antíguos Náuas Que Se Conserva En La Biblioteca De La Universidad De Bolonia.] Rom: Establecimiento Danesi, 1898.
- Il Manoscritto Messicano Vaticano 3738: Detto Il Codice Rios. Rom: Establecimiento Danesi, 1900.